# Матлача Ајлс — Матлача Шорс (Флорида)
Матлача Ајлс — Матлача Шорс (енгл. Matlacha Isles-Matlacha Shores) је пописом одређено насељено место у америчкој савезној држави Флорида.

## Демографија
По попису из 2010. године број становника је 229, што је 75 (-24,7%) становника мање него 2000. године.
| Група             | 2000.       | 2010.       |
| Белци             | 297 (97,7%) | 217 (94,8%) |
| Афроамериканци    | 0 (0,0%)    | 0 (0,0%)    |
| Азијати           | 1 (0,3%)    | 3 (1,3%)    |
| Хиспаноамериканци | 4 (1,3%)    | 8 (3,5%)    |
| Укупно            | 304         | 229         |